# Albert Könemann
Albert Könemann (* 16. Februar 1901 in Nienburg/Weser; † 28. November 1970 in Stolzenau) war ein deutscher Politiker (NLP/DP). Er war von 1947 bis 1951 Mitglied des Landtages von Niedersachsen. 
Könemann besuchte die Volksschule und das Realgymnasium in Nienburg. Danach machte er eine Landwirtschaftliche Berufsausbildung und besuchte anschließend die Landwirtschaftsschule in Bassum. Es folgte eine Tätigkeit in landwirtschaftlichen Betrieben, bis er Landwirt in Nienburg wurde. Nach dem Zweiten Weltkrieg wurde er 1945 stellvertretender Bürgermeister in Nienburg. Er war Mitglied des Polizeiausschusses des Regierungsbezirks Hannover und des Kreistages in Nienburg. Von 1947 bis 1951 war Könemann Mitglied der ersten Wahlperiode des Niedersächsischen Landtages. Ab dem 28. März 1951 gehörte er der DP/CDU-Fraktion an.